# Грамалоте
Грамалоте (исп. Gramalote) — город и муниципалитет в северо-восточной части Колумбии, на территории департамента Северный Сантандер. Входит в состав Центрального субрегиона.

## История
Поселение, из которого позднее вырос город, было основано 27 ноября 1857 года доном Грегорио Монтесом. Муниципалитет Грамалоте был выделен в отдельную административную единицу в 1864 году.

## Географическое положение
Город расположен в центральной части департамента, в горной местности Восточной Кордильеры, на расстоянии приблизительно 28 километров к западу от города Кукута, административного центра департамента. Абсолютная высота — 1038 метров над уровнем моря.
Муниципалитет Грамалоте граничит на севере с территорией муниципалитета Сардината, на западе — с муниципалитетом Лоурдес, на юге — с муниципалитетом Саласар-де-Лас-Пальмас, на востоке — с муниципалитетом Сантьяго, на северо-западе — с муниципалитетом Эль-Сулия. Площадь муниципалитета составляет 151 км².

## Население
По данным Национального административного департамента статистики Колумбии, совокупная численность населения города и муниципалитета в 2015 году составляла 5567 человек.
Динамика численности населения муниципалитета по годам:
| 2005 | 2006 | 2007 | 2008 | 2009 | 2010 | 2011 | 2012 | 2013 | 2014 | 2015 |
| ---- | ---- | ---- | ---- | ---- | ---- | ---- | ---- | ---- | ---- | ---- |
| 6329 | 6231 | 6159 | 6067 | 6002 | 5928 | 5853 | 5779 | 5705 | 5649 | 5567 |

Согласно данным переписи 2005 года мужчины составляли 49,7 % от населения Грамалоте, женщины — соответственно 50,3 %. В расовом отношении белые и метисы составляли 99,9 % от населения города; негры, мулаты и райсальцы — 0,1 %.
Уровень грамотности среди всего населения составлял 86,5 %.

## Экономика
65,2 % от общего числа городских и муниципальных предприятий составляют предприятия торговой сферы, 28,1 % — предприятия сферы обслуживания, 6,7 % — промышленные предприятия.